# Россбург (Огайо)
Россбург (англ. Rossburg) — селище (англ. village) в США, в окрузі Дарк штату Огайо. Населення — 159 осіб (2020).

## Географія
Россбург розташований за координатами 40°16′49″ пн. ш. 84°38′18″ зх. д. / 40.28028° пн. ш. 84.63833° зх. д. (40.280203, -84.638280).  За даними Бюро перепису населення США в 2010 році селище мало площу 0,36 км², уся площа — суходіл.

## Демографія
Згідно з переписом 2010 року, у селищі мешкала 201 особа в 77 домогосподарствах у складі 58 родин. Густота населення становила 554 особи/км².  Було 81 помешкання (223/км²).
Расовий склад населення:
| - 100,0 % — білих |

До двох чи більше рас належало 0,0 %. Частка іспаномовних становила 0,5 % від усіх жителів.
За віковим діапазоном населення розподілялося таким чином: 22,4 % — особи молодші 18 років, 67,2 % — особи у віці 18—64 років, 10,4 % — особи у віці 65 років та старші. Медіана віку мешканця становила 39,8 року. На 100 осіб жіночої статі у селищі припадало 103,0 чоловіків;  на 100 жінок у віці від 18 років та старших — 113,7 чоловіків також старших 18 років.
Середній дохід на одне домашнє господарство  становив 49 179 доларів США (медіана — 48 636), а середній дохід на одну сім'ю — 54 190 доларів (медіана — 55 000). Медіана доходів становила 39 688 доларів для чоловіків та 28 393 долари для жінок. За межею бідності перебувало 7,5 % осіб, у тому числі 10,5 % дітей у віці до 18 років та 16,7 % осіб у віці 65 років та старших.
Цивільне працевлаштоване населення становило 123 особи. Основні галузі зайнятості: виробництво — 37,4 %, транспорт — 19,5 %, будівництво — 8,1 %, науковці, спеціалісти, менеджери — 7,3 %.